# 1. Screen Actors Guild-gála
A 1. Screen Actors Guild-gála az 1994-es év legjobb filmes és televíziós alakításait értékelte. A díjátadót 1995. február 25-én tartották a Los Angeles-i Universal Studiosban. A ceremóniát a NBC televízióadó közvetítette élőben, a Screen Actors Guild-díjat pedig már ettől fogva az egyik legrangosabb díjnak tartották.

## Győztesek és jelöltek

### Film
| - Tom Hanks – Forrest Gump (Forrest Gump) - Morgan Freeman – A remény rabjai (Ellis Boyd "Red" Redding) - Paul Newman – Senki bolondja (Donald "Sully" Sullivan) - Tim Robbins – A remény rabjai (Andy Dufresne) - John Travolta – Ponyvaregény (Vincent Vega) | - Jodie Foster – Nell, a remetelány (Nell Kellty) - Jessica Lange – Kék ég (Carly Marshall) - Meg Ryan – Ha a férfi igazán szeret (Alice Green) - Susan Sarandon – Az ügyfél (Regina "Reggie" Love) - Meryl Streep – Veszélyes vizeken (Gail Hartman)      |
| Legjobb férfi mellékszereplő | Legjobb női mellékszereplő |
| - Martin Landau – Ed Wood (Lugosi Béla) - Samuel L. Jackson – Ponyvaregény (Jules Winnfield) - Chazz Palminteri – Lövések a Broadwayn (Cheech) - Gary Sinise – Forrest Gump (Dan Taylor) - John Turturro – Kvíz-show (Herb Stempel)                            | - Dianne Wiest – Lövések a Broadwayn (Helen Sinclair) - Jamie Lee Curtis – True Lies – Két tűz között (Helen Tasker) - Sally Field – Forrest Gump (Mrs. Gump) - Uma Thurman – Ponyvaregény (Mia Wallace) - Robin Wright – Forrest Gump (Jenny Curran-Gump) |

### Televízió
| Legjobb színész (minisorozat vagy tévéfilm) | Legjobb színésznő (minisorozat vagy tévéfilm) |
| --- | --- |
| - Raúl Juliá – Lassú tűzön (Francisco "Chico" Mendes) - James Garner – Rockford nyomoz: I Still Love L.A. (Jim Rockford) - John Malkovich – A sötétség mélyén (Kurtz) - Gary Sinise – Végítélet (Stu Redman) - Forest Whitaker – Az ellenség közelében (Mackenzie "Mac" Casey) | - Joanne Woodward – Az idő múltával (Maggie Moran) - Katharine Hepburn – Egy karácsony együtt (Cornelia Beaumont) - Diane Keaton – Amelia Earhart – Az utolsó repülés (Amelia Earhart) - Sissy Spacek – Annie otthonra talál (Susan Lansing) - Cicely Tyson – A kortalan hős (Castralia/Szobalány) |
| Legjobb színész (drámasorozat) | Legjobb színésznő (drámasorozat) |
| - Dennis Franz – New York rendőrei (Andy Sipowicz) - Héctor Elizondo – Chicago Hope Kórház (Philip Waters) - Mandy Patinkin – Chicago Hope Kórház (Jeffrey Geiger) - Tom Skerritt – Kisvárosi rejtélyek (Jimmy Brock) - Patrick Stewart – Star Trek: Az új nemzedék (Jean-Luc Picard) | - Kathy Baker – Kisvárosi rejtélyek (Jill Brock) - Swoosie Kurtz – Sisters (Alexandra "Alex" Reed Halsey Barker) - Angela Lansbury – Gyilkos sorok (Jessica Fletcher) - Jane Seymour – Quinn doktornő (Dr. Michaela "Mike" Quinn) - Cicely Tyson – A jog hálójában (Carrie Grace Battle)           |
| Legjobb színész (vígjátéksorozat) | Legjobb színésznő (vígjátéksorozat) |
| - Jason Alexander – Seinfeld (George Costanza) - John Goodman – Roseanne (Dan Conner) - Kelsey Grammer – Frasier – A dumagép (Frasier Crane) - David Hyde Pierce – Frasier – A dumagép (Niles Crane) - Paul Reiser – Megőrülök érted (Paul Buchman) | - Helen Hunt – Megőrülök érted (Jamie Buchman) - Candice Bergen – Murphy Brown (Murphy Brown) - Ellen DeGeneres – Ellen (Ellen Morgan) - Julia Louis-Dreyfus – Seinfeld (Elaine Benes) - Roseanne Barr – Roseanne (Roseanne Conner)                                                                |
| Legjobb szereplőgárda (drámasorozat) | |
| - New York rendőrei – Gordon Clapp, Dennis Franz, Sharon Lawrence, James McDaniel, Gail O'Grady, Jimmy Smits, Nicholas Turturro - Chicago Hope Kórház – Adam Arkin, Héctor Elizondo, Thomas Gibson, Roxanne Hart, Peter MacNicol, E. G. Marshall, Mandy Patinkin - Vészhelyzet – George Clooney, Anthony Edwards, Eriq La Salle, Julianna Margulies, Sherry Stringfield, Noah Wyle - Esküdt ellenségek – Jill Hennessy, Steven Hill, S. Epatha Merkerson, Chris Noth, Jerry Orbach, Sam Waterston - Kisvárosi rejtélyek – Kathy Baker, Don Cheadle, Holly Marie Combs, Kelly Connell, Robert Cornthwaite, Fyvush Finkel, Lauren Holly, Costas Mandylor, Justin Shenkarow, Tom Skerritt, Leigh Taylor-Young, Ray Walston, Adam Wylie | |
| Legjobb szereplőgárda (vígjátéksorozat) | |
| - Seinfeld – Jason Alexander, Julia Louis-Dreyfus, Michael Richards, Jerry Seinfeld - Frasier – A dumagép – Peri Gilpin, Kelsey Grammer, Jane Leeves, John Mahoney, David Hyde Pierce - Megőrülök érted – Helen Hunt, Leila Kenzle, Richard Kind, Lisa Kudrow, John Pankow, Anne Ramsay, Paul Reiser - Murphy Brown – Candice Bergen, Pat Corley, Faith Ford, Charles Kimbrough, Joe Regalbuto, Grant Shaud - Miért éppen Alaszka? – Darren E. Burrows, John Corbett, Barry Corbin, John Cullum, Cynthia Geary, Elaine Miles, Rob Morrow, Peg Phillips, Teri Polo, Paul Provenza, Janine Turner | |

### Screen Actors Guild-életműdíj
- George Burns

## Fordítás
- Ez a szócikk részben vagy egészben  a(z)   1st Screen Actors Guild Awards című angol Wikipédia-szócikk fordításán alapul.  Az eredeti cikk szerkesztőit annak laptörténete sorolja fel. Ez a jelzés csupán a megfogalmazás eredetét és a szerzői jogokat jelzi, nem szolgál a cikkben szereplő információk forrásmegjelöléseként.